# Groote

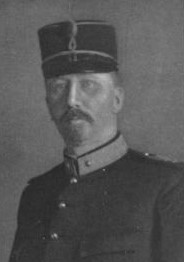
Arnold Willem Groote

Het systeem Groote is een stenosysteem. 

## Ontstaan
Het systeem Groote werd in 1899 geïntroduceerd door A.W. Groote, adjudant van een Nederlandse generaal bij de cavalerie. Groote zocht een manier om te paard aantekeningen te kunnen maken zonder dat zijn schrijfsels onherkenbaar zouden worden door de bewegingen tijdens het rijden. Zodoende kwam hij ertoe een systeem te ontwikkelen dat zowel aan die eis voldeed als voldeed aan de eis om gesproken taal snel te kunnen notuleren.
Bij de oprichting van Schoevers besloot Adrian Schoevers, het systeem van Groote te gebruiken, omdat hij vermoedde dat dit het meest populaire systeem zou worden. Door dat besluit heeft een groot deel van de Nederlandse secretaresses van 1913 tot begin 2000 het systeem geleerd en ervan gebruik gemaakt.

## Kenmerken systeem Groote
- De lettertekens zijn vereenvoudigde letters. Als gevolg hiervan is het schrijven makkelijker dan het teruglezen.
- In systeem Groote wordt fonetisch geschreven. Je schrijft op wat je hoort.
- Er is geen verschil tussen hoofd- en kleine letters.
- Elk woord wordt in één vloeiende penbeweging geschreven, waardoor tijdwinst wordt behaald.
- Veelvoorkomende woorden hebben een afkorting.
- Veel letters mogen worden weggelaten, maar dit moet volgens een lijst van elf vaststaande regels gebeuren.

## Regels voor het weglaten van letters

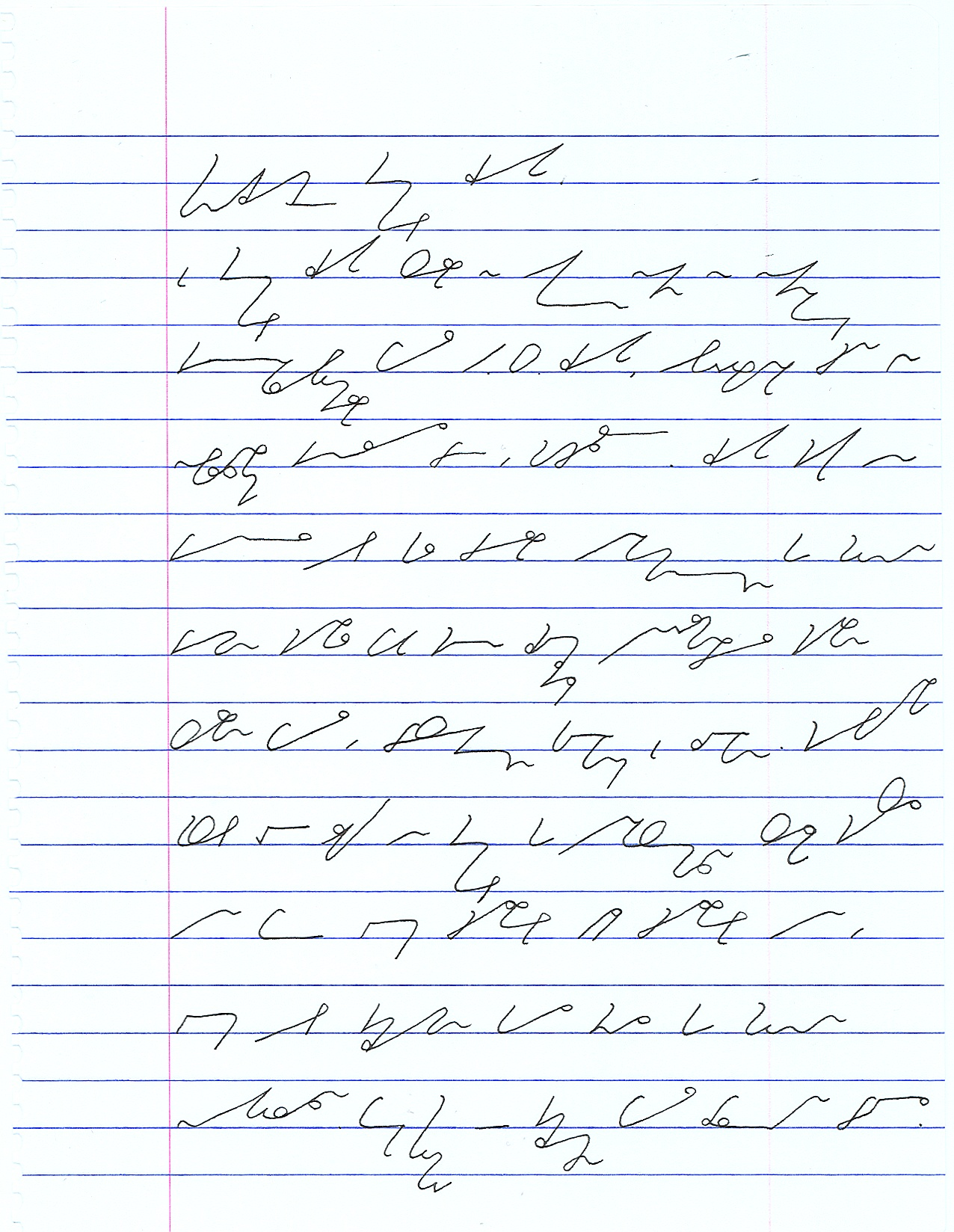
Voorbeeld stenografie Groote

- Regel 1: aan het einde van een lettergreep worden 'd', 't' en 'dt' weggelaten indien zij direct volgen op een medeklinker. Voorbeelden: kran(t), wor(dt), mon(d)hoek.
- Regel 2: op elke plaats in een woord worden 'd', 't' en 'dt' weggelaten indien zij direct volgen op een medeklinker én worden gevolgd door een toonloze klinker. Voorbeeld: warm(t)e.
- Regel 3: een toonloze 'e' wordt weggelaten, behalve als een voorafgaande d/t/dt al is weggelaten, of wanneer de 'e' onderdeel is van de eerste lettergreep. Voorbeelden: slag(e)r en vrag(e)n, maar gluur(d)e en regering.
- Regel 4: 'en' of 'n' worden aan het einde van een woord (of woorddeel) weggelaten, behalve als het een meervoud van een zelfstandig naamwoord is. Wanneer regel 2 al is toegepast, dan wordt alleen 'n' weggelaten. Voorbeelden: wandel(en), staa(n), rek(en)som en lach(t)e(n) (= combinatie van regels 2 en 4).
- Regel 5: de meervoudsvorm van zelfstandig naamwoorden wordt weggelaten als het meervoud duidelijk blijkt uit het restant van de zin. Pas regel 2 toe vóór regel 5. Voorbeelden van voor de hand liggende meervoudsvormen:
  - tellen: 10 broek(en)
  - andere uitspraak van klinker: bad(en)
  - meervoudsvorm verandert het woord: kin(d)er(en)
  - gebruik van werkwoord: pan(nen) kop(en)
  - gebruik van lidwoord: de wiel(en)
- Regel 6: wanneer een lettergreep eindigt met een horizontale lijn (de stenotekens voor 'i', 'ie', 'ij', 'y' en 'ei') worden 'd', 't' en 'dt' weggelaten. Voorbeelden: pi(t), gei(t), tij(d)sti(p).
- Regel 7: de voorvoegsels 'ge' en 'be' worden afgekort tot 'e'. Deze voorvoegsels worden geheel weggelaten wanneer zij niet aan het begin van een woord staan, of wanneer zij voorafgaand aan een klinker staan. Voorbeelden: (b)eleg, (g)eloof, (be)am(en) en on(ge)zon(d).
- Regel 8: de volgende voorvoegsels worden afgekort:
  - con-/kon-/com-/kom- worden 'ko'. Voorbeeld: ko(n)tac(t)
  - dis- wordt 'di'. Voorbeeld: di(s)co
  - mis- wordt 'mi'. Voorbeeld: mi(s)poes
  - im-/in- worden 'i'. Voorbeeld: i(n)koop
  - inder-/intro-/inter- worden 'ir'. Voorbeeld: i(nte)rcom
  - sub- wordt 'su'. Voorbeeld: su(b)groep
- Regel 9: de volgende woorduitgangen worden afgekort:
  - -baar wordt 'aa'
  - -deel(s) wordt 'd'
  - -heid/houd(t/en) wordt 'h'
  - -ig wordt 'g'
  - -eur wordt 'r'
  - -iën/-ion/ioen wordt 'n'
  - -rijk/keur(ig)/kunde(ig)/kom(t/en/st) wordt 'k'
  - -lijk(s) wordt 'l'
  - -matig wordt 'ag'
  - -ment wordt 'm'
  - -stel(len) wordt 'st'
  - -schap wordt 'a'
  - -tie wordt 'ie'
  - -tief wordt 'ief'
  - -zaam wordt 'aam'
  - -besluit(en) wordt 'sl'
- Regel 10: 'd', 't' en 'dt' worden weggelaten indien zij worden voorafgegaan door een medeklinker en worden gevolgd door een woorduitgang. Voorbeeld: mon(di)g.
- Regel 11: de tussen-s bij woordsamenstellingen wordt weggelaten. Voorbeeld: monnik(s)kruid.